# Црква Светог архангела Гаврила у Грабову
Црква Светог архангела Гаврила у Грабову, насељеном месту на територији општине Беочин, припада Епархији сремској Српске православне цркве.
Црква је подигнута 1748. године, зидана је од необрађеног камена, док је само кровни венац зидан циглом. Године 2009. олујни ветар је срушио торањ цркве који је нешто касније обновљен.
Приликом посете цркви у мају 2018. године, осим путоказа на раскрсници у суседном селу Свилошу и нових зграда у порти цркве, ништа не говори да је црква преименована у манастир. У то време били су обимни радови на рестаурацији, где је малтер обијен, скинут кров и били видљиви радови у унутрашњости саме цркве.